# Ким Джин Су (конькобежец)
Ким Джун Су (род. 28 июля 1992 года, Южная Корея) — южнокорейский конькобежец. Специализируется на дистанции 1000 и 1500 метров.
На Чемпионате мира по конькобежному спорту среди юниоров в командном спринте завоевал серебряную медаль.
В 2015 году на Чемпионат мира по конькобежному спорту на отдельных дистанциях в дистанции 1000 метров занял 23-е место, в дистанции 1500 метров финишировал 24-м. В следующем году на этих же соревнованиях в дистанции 1000 метров пришёл 13-м. В 2017 году также принял участие в Чемпионате мира в дистанции 1000 метров и занял 23-е место в таблице.
На Чемпионате мира по конькобежному спорту в спринтерском многоборье 2016 финишировал 10-м.

## Личные рекорды
| Дистанция | Дата             | Арена          | Время   |
| --------- | ---------------- | -------------- | ------- |
| 500м      | 20 марта 2015    | Сеул           | 35,69   |
| 1000м     | 21 ноября 2015   | Солт-Лейк-Сити | 1.08,42 |
| 1500м     | 15 ноября 2015   | Калгари        | 1.46,56 |
| 3000м     | 20 сентября 2014 | Калгари        | 3.55,32 |
| 5000м     | 3 марта 2012     | Обихиро        | 6.56,77 |